# Piano Man (chanson)
Singles de Billy Joel
Worse Comes to Worst
(1974)
Clip vidéo
[vidéo] « Piano Man (audio) », sur YouTube
Piano Man est une chanson du chanteur américain Billy Joel incluse dans son album Piano Man sorti en 1973.
Publiée en single (sous le label Columbia Records) en novembre 1973, elle a atteint la 25e place du Hot 100 du magazine musical américain Billboard, passant en tout 14 semaines dans le chart.
En 2004, Rolling Stone a classé cette chanson, dans la version originale de Billy Joel, 421e sur la liste des « 500 plus grandes chansons de tous les temps ». En 2010, le magazine rock américain a mis à jour sa liste, et maintenant la chanson est 429e.
Elle est chantée a cappella par les protagonistes de la série Castle à la fin de l'épisode 3-10 (2010).

## Composition
La chanson de Billy Joel vient de son expérience personnelle. Dans cette chanson, il décrit son travail de joueur de piano-bar à Los Angeles dans les années 1970.